# Iranistica

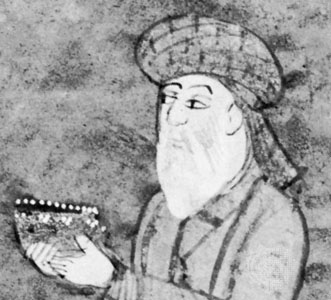
Il sommo poeta persiano Hafez, da una miniatura persiana del "Divān" di Hāfeẓ, XVIII sec., British Library di Londra

L'iranistica è la disciplina che studia la cultura persiana e iranica nel suo complesso, dall'ambito storico a quello artistico, linguistico-letterario, filosofico-religioso e giuridico-istituzionale.
Dal momento che essa abbraccia un periodo plurimillenario, muovendo dalle culture dell'antica Persia (essenzialmente meda e achemenide), della Persia partica e sasanide, nonché della Persia moderna (islamica), il termine più adeguato a comprendere tutti questi momenti è sembrato essere quello dell'"iranistica", dal momento che "persianistica" avrebbe avuto un'accezione senz'altro più limitata.

## Riviste

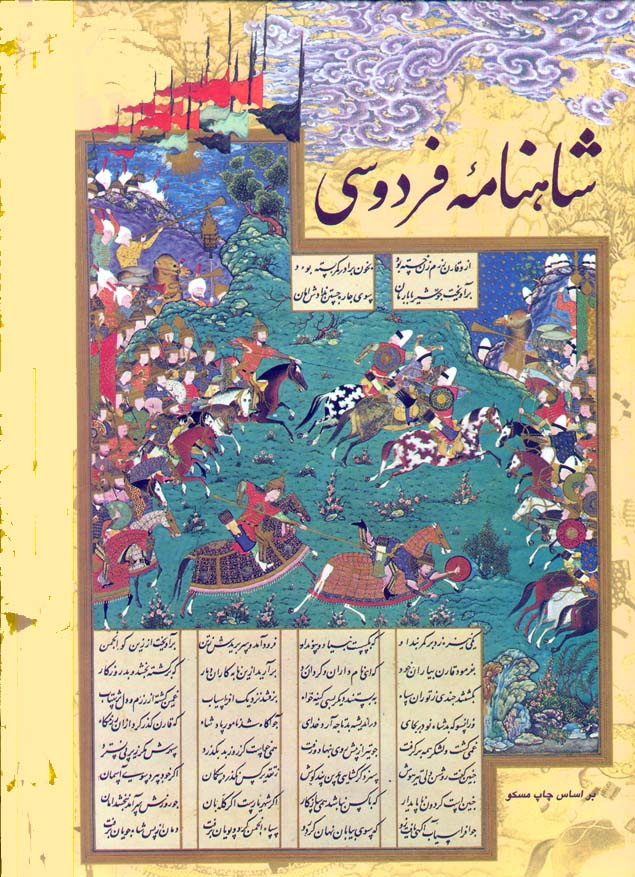
Shahnameh di Ferdowsi

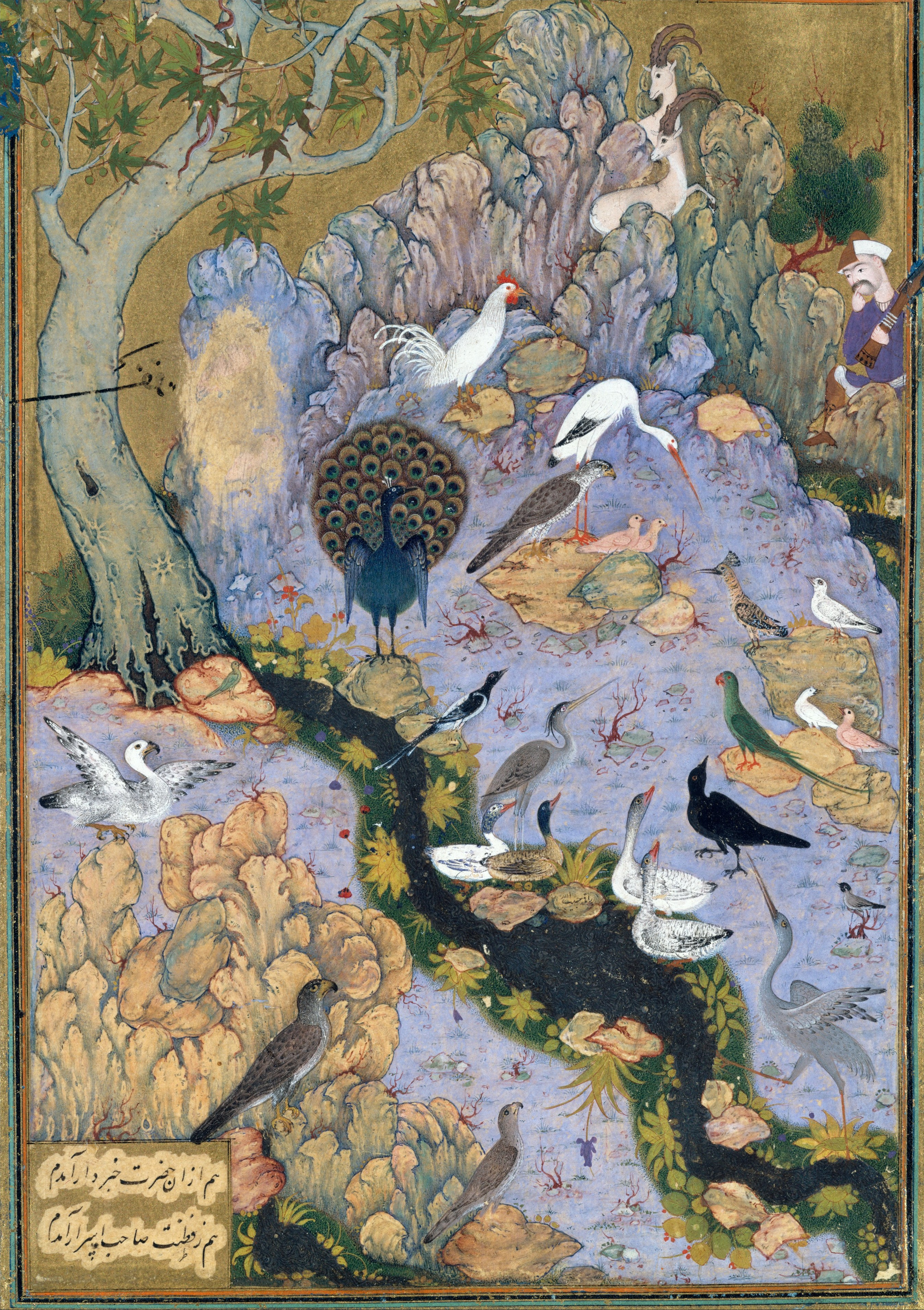
Il Verbo degli uccelli del poeta persiano Farid al-Din 'Attar

- Abstracta Iranica.
- Acta Iranica
- Analytica Iranica. URL consultato il 6 dicembre 2017 (archiviato dall'url originale il 3 agosto 2013).
- Archäologische Mitteilungen aus Iran und Turan. URL consultato il 6 dicembre 2017 (archiviato dall'url originale il 3 febbraio 2007).
- Ars Orientalis. URL consultato il 6 dicembre 2017 (archiviato dall'url originale il 1º giugno 2010).
- Farhang-i Kerman
- Critique: Critical Middle Eastern Studies.
- Indo-Iranica
- Indo-Iranian Journal ( Previous publisher page. URL consultato il 6 dicembre 2017 (archiviato dall'url originale il 28 gennaio 2013).,  current publisher.)
- Iran: Journal of the British Institute of Persian Studies. URL consultato il 6 dicembre 2017 (archiviato dall'url originale il 2 febbraio 2007).
- Iran Analysis Quarterly. URL consultato il 28 luglio 2016 (archiviato dall'url originale il 20 marzo 2006). (ISG Journal)
- Iranica Antiqua edito dal Dipartimento di studi del Vicino Oriente dell'Università di Gent
- Iran & the Caucasus
- Iranian Studies
- Iran-nameh: Armenian Journal of Oriental Studies
- Iranshinakht
- Iran Shenasi
- Iranica Antiqua.
- Iranistische Mitteilungen
- The Journal of the Anthropology of the Contemporary Middle East and Central Eurasia (ACME)
- Namah-i Farhangistan
- Majallah-yi Zabanshinasi
- Manuscripta Orientalia. URL consultato il 6 dicembre 2017 (archiviato dall'url originale il 21 aprile 2008). (include articoli su manoscritti persiani etc.)
- Namah-i Farhangistan
- Persica. Jaarboek van het Genootschap Nederland-Iran.
- Quaderni di Meykhane. Rivista di studi iranici.
- Rahavard
- Studia Iranica. URL consultato il 2 ottobre 2017 (archiviato dall'url originale il 12 aprile 2007).
- Zabanshinasi

(Alcuni di questi autori hanno scritto voci della Encyclopædia Iranica)